# Zerizer
Zerizer est une commune de la wilaya d'El Tarf en Algérie.